# Che Bunce
Che Bunce (Auckland, Nueva Zelanda, 29 de agosto de 1975) es un exfutbolista de Nueva Zelanda que jugaba en la posición de defensa central.

## Carrera

### Club
| Periodo   | Club                      |
| --------- | ------------------------- |
| 1992-1994 | Sheffield United          |
| 1994-1995 | Napier City Rovers        |
| 1996-1997 | Melville United           |
| 1997      | Crewe Alexandra FC        |
| 1997–1999 | Breiðablik UBK            |
| 1999–2002 | Football Kingz            |
| 2001      | → Breiðablik UBK (cedido) |
| 2003      | Drogheda United           |
| 2003–2004 | Randers FC                |
| 2004–2006 | Waikato FC                |
| 2006–2007 | New Zealand Knights       |
| 2007      | Coventry City FC          |
| 2007      | Navua FC                  |
| 2008      | Waikato FC                |
| 2008      | Melville United           |
| 2008–2009 | Hawke's Bay United        |
| 2009      | Melville United           |
| 2009–2011 | Waikato FC                |

### Selección nacional
A nivel de selecciones menores jugó para Nueva Zelanda en la categoría sub-23. Jugó para Nueva Zelanda en 29 ocasiones de 1998 a 2007 y anotó dos goles; participó en la Copa FIFA Confederaciones 1999 y en tres ediciones de la Copa de las Naciones de la OFC, donde salió campeón en la edición de 1998.

## Logros
- Copa de las Naciones de la OFC (1): 1998